# Pycnandra francii
Pycnandra francii är en tvåhjärtbladig växtart som först beskrevs av André Guillaumin och Marcel Marie Maurice Dubard, och fick sitt nu gällande namn av Swenson och Jérôme Munzinger. Pycnandra francii ingår i släktet Pycnandra och familjen Sapotaceae. Inga underarter finns listade i Catalogue of Life.